# São Joaquim do Monte (kommun)
São Joaquim do Monte är en kommun i Brasilien.   Den ligger i delstaten Pernambuco, i den östra delen av landet, 1 500 km nordost om huvudstaden Brasília. Antalet invånare är 20 489.
Följande samhällen finns i São Joaquim do Monte:
- São Joaquim do Monte

Omgivningarna runt São Joaquim do Monte är huvudsakligen savann. Runt São Joaquim do Monte är det ganska tätbefolkat, med 149 invånare per kvadratkilometer.